# Liste der denkmalgeschützten Objekte in Asparn an der Zaya
Die Liste der denkmalgeschützten Objekte in Asparn an der Zaya enthält die 22 denkmalgeschützten, unbeweglichen Objekte der Niederösterreichischen Marktgemeinde Asparn an der Zaya im Bezirk Mistelbach.

## Denkmäler
| Foto |                 | Denkmal                                                                                      | Standort                                                        | Beschreibung | Metadaten |
| ---- | --------------- | -------------------------------------------------------------------------------------------- | --------------------------------------------------------------- | --- | --- |
| ja   | Datei hochladen | Ortskapelle Hl. Familie HERIS-ID: 13105 Objekt-ID: 9272                                      | Ringstraße 45 Standort KG: Altmanns                             | Die im 19. Jahrhundert erbaute Kapelle wurde Anfang des 20. Jahrhunderts Richtung Osten erweitert. | BDA-Hist.: Q38153716 Status: § 2a Stand der BDA-Liste: 2025-06-30 Name: Ortskapelle Hl. Familie GstNr.: 1 Ortskapelle Altmanns                                                |
| ja   | Datei hochladen | Kath. Pfarrkirche hl. Pankratius HERIS-ID: 13107 Objekt-ID: 9274                             | Kirchengasse 8 Standort KG: Asparn an der Zaya                  | Die ursprüngliche gotische Kirche des 14. Jahrhunderts verfiel im 15. Jahrhundert und wurde 1626 barock neu- und umgebaut. Der Hochaltar aus dem Jahr 1765 stammt von Anton Hardmuth, dessen Altarbild und das Altarbild in der nördlichen Kapelle wurden von Johann Greippel gemalt. | BDA-Hist.: Q20754088 Status: § 2a Stand der BDA-Liste: 2025-06-30 Name: Kath. Pfarrkirche hl. Pankratius GstNr.: .242 Pfarrkirche (Asparn an der Zaya, NOE)                   |
| ja   | Datei hochladen | Schloss Asparn an der Zaya, Museum für Ur- u. Frühgeschichte HERIS-ID: 13108 Objekt-ID: 9275 | Schlossgasse 1 Standort KG: Asparn an der Zaya                  | Die ehemalige Wasserburg besitzt zwei große Ecktürme im Süden. Urkundlich wurde 1286 eine Burg errichtet, die 1421 neu erbaut wurde. Nach Verfall und Zerstörungen durch die Schweden im Dreißigjährigen Krieg erfolgte 1651 eine teilweise Neuerrichtung. 1717 wurde die Burg umgestaltet, 1820 ihr Nordflügel abgerissen. | BDA-Hist.: Q1720629 Status: Bescheid Stand der BDA-Liste: 2025-06-30 Name: Schloss Asparn an der Zaya, Museum für Ur- u. Frühgeschichte GstNr.: .1 Schloss Asparn an der Zaya |
| ja   | Datei hochladen | Minoritenkloster, Weinlandmuseum HERIS-ID: 13110 Objekt-ID: 9277                             | Kirchengasse 6 Standort KG: Asparn an der Zaya                  | Das Kloster wurde 1624 von Bischof Leopold von Passau gegründet. Nach einem Brand erfolgte 1745 die Grundsteinlegung für einen Neubau. Der vierflügelige dreigeschoßige Bau trägt Satteldächer, die Südfassade ist durch Kordongesimse und Eckbänderung sowie Pilaster, die die beiden äußeren Achsen einrahmen, gestaltet. Das Eingangsportal ist von ionischen Doppelpilastern eingefasst und trägt einen Dreiecksgiebel mit Zahnschnitt, der von Vasen gekrönt ist; im Giebelfeld befindet sich das Wappen der Minoriten. Die Ostfassade weist einen vierachsigen Mittelrisalit, Segmentbogenfenster mit Verdachung im zweiten Geschoß sowie Lisenengliederung im dritten Geschoß auf. | BDA-Hist.: Q35149841 Status: § 2a Stand der BDA-Liste: 2025-06-30 Name: Ehem. Minoritenkloster, Weinlandmuseum GstNr.: .5 Minoritenkloster Asparn an der Zaya                 |
| ja   | Datei hochladen | Nebengebäude südlich des ehem. Klosters HERIS-ID: 89324 Objekt-ID: 103947                    | Kirchengasse 4 Standort KG: Asparn an der Zaya                  | Der ehemalige Wirtschaftshof besitzt eine Fassade aus der Mitte des 19. Jahrhunderts. | BDA-Hist.: Q37733740 Status: § 2a Stand der BDA-Liste: 2025-06-30 Name: Nebengebäude südlich des ehem. Klosters GstNr.: .6                                                    |
| ja   | Datei hochladen | Figurenbildstock hl. Johannes Nepomuk am Häferlmarkt HERIS-ID: 84679 Objekt-ID: 98820        | vor Bauernzeile 4 Standort KG: Asparn an der Zaya               | Die Statue stammt aus dem ersten Viertel des 18. Jahrhunderts. | BDA-Hist.: Q38183605 Status: § 2a Stand der BDA-Liste: 2025-06-30 Name: Figurenbildstock hl. Johannes Nepomuk am Häferlmarkt GstNr.: 2741/18                                  |
| ja   | Datei hochladen | Mariensäule mit Gemeindebrunnen am Häferlmarkt HERIS-ID: 13116 Objekt-ID: 9283               | bei Bahnstraße 9 Standort KG: Asparn an der Zaya                | Die Säule mit barocker Steinfigur wurde um 1700 errichtet. | BDA-Hist.: Q38153883 Status: § 2a Stand der BDA-Liste: 2025-06-30 Name: Mariensäule mit Gemeindebrunnen am Häferlmarkt GstNr.: 2741/18 Mariensäule Asparn an der Zaya         |
| ja   | Datei hochladen | Dreifaltigkeitssäule HERIS-ID: 13113 Objekt-ID: 9280                                         | vor Hauptplatz 1 Standort KG: Asparn an der Zaya                | Auf einer mit der Jahreszahl 1693 bezeichneten Säule mit dem Wappen der Breuner befindet sich ein Gnadenstuhl. | BDA-Hist.: Q38153853 Status: § 2a Stand der BDA-Liste: 2025-06-30 Name: Dreifaltigkeitssäule GstNr.: 2741/10                                                                  |
| ja   | Datei hochladen | Mariensäule Maria Immaculata HERIS-ID: 13115 Objekt-ID: 9282                                 | vor Hauptplatz 1 Standort KG: Asparn an der Zaya                | Die Immaculata-Statue befindet sich auf einer mit der Jahreszahl 1715 bezeichneten Säule und wurde nach der Pest errichtet. | BDA-Hist.: Q38153872 Status: § 2a Stand der BDA-Liste: 2025-06-30 Name: Mariensäule Maria Immaculata GstNr.: 2741/10                                                          |
| ja   | Datei hochladen | Pestkreuz am Stiegenberg bzw. Schletzerbach HERIS-ID: 84684 Objekt-ID: 98825                 | bei Bahnstraße 16 Standort KG: Asparn an der Zaya               | Inschrift: Friedhof am Stiegenberg 1624–1847 für ungetaufte Kinder, Fremde u. Seuchentote | BDA-Hist.: Q38183616 Status: § 2a Stand der BDA-Liste: 2025-06-30 Name: Pestkreuz am Stiegenberg bzw. Schletzerbach GstNr.: 2593/2                                            |
| ja   | Datei hochladen | Bildstock HERIS-ID: 13118 Objekt-ID: 9285                                                    | bei Untere Hauptstraße 45 Standort KG: Asparn an der Zaya       | | BDA-Hist.: Q38153940 Status: § 2a Stand der BDA-Liste: 2025-06-30 Name: Bildstock GstNr.: 2741/15                                                                             |
| ja   | Datei hochladen | Flur-/Wegkapelle HERIS-ID: 89320 Objekt-ID: 103943                                           | gegenüber Hörersdorfer Straße 2 Standort KG: Asparn an der Zaya | | BDA-Hist.: Q37733464 Status: § 2a Stand der BDA-Liste: 2025-06-30 Name: Flur-/Wegkapelle GstNr.: 2741/7                                                                       |
| ja   | Datei hochladen | Schönmühlkreuz HERIS-ID: 13117 Objekt-ID: 9284                                               | nördlich Lindenhof 1 Standort KG: Asparn an der Zaya            | | BDA-Hist.: Q38153920 Status: § 2a Stand der BDA-Liste: 2025-06-30 Name: Schönmühlkreuz GstNr.: 3118 Schönmühlkreuz Asparn an der Zaya                                         |
| ja   | Datei hochladen | Zellerkapelle HERIS-ID: 13121 Objekt-ID: 9288                                                | Standort KG: Asparn an der Zaya                                 | Die Wegkapelle besitzt einen in barocken Formen geschwungenen Giebel. | BDA-Hist.: Q38153953 Status: § 2a Stand der BDA-Liste: 2025-06-30 Name: Zellerkapelle GstNr.: 2800                                                                            |
| ja   | Datei hochladen | Bildstock HERIS-ID: 84687 Objekt-ID: 98828                                                   | Standort KG: Asparn an der Zaya                                 | | BDA-Hist.: Q38183630 Status: § 2a Stand der BDA-Liste: 2025-06-30 Name: Bildstock GstNr.: 3135                                                                                |
| ja   | Datei hochladen | Burgruine Michelstetten, ehem. Renaissance-Wasserschloss HERIS-ID: 13123 Objekt-ID: 9290     | bei Alter Hof 2 Standort KG: Michelstetten                      | Ein älteres Festes Haus wurde zwischen 1530 und 1550 zu einem Renaissance-Wasserschloss umgestaltet. Seit einem Brand 1893 ist das Schloss eine Ruine. Die mächtige Anlage über einem unregelmäßigen vieleckigen Grundriss mit abgerundeten Ecken ist von einem Wassergraben umgeben; der Zugang erfolgt im Nordosten über eine Brücke. Der äußere Mauerzylinder mit mächtigen geböschten Stützpfeilern, dessen Zinnenkranz teilweise noch erhalten ist, umgibt einen weiten vieleckigen Innenhof, der von früher zweigeschoßigen Arkaden umgeben ist. | BDA-Hist.: Q38154013 Status: Bescheid Stand der BDA-Liste: 2025-06-30 Name: Burgruine Michelstetten, ehem. Renaissance-Wasserschloss GstNr.: .48 Schloss Michelstetten        |
| ja   | Datei hochladen | Pfarrhof HERIS-ID: 13124 Objekt-ID: 9291                                                     | Im Kirchenort 19 Standort KG: Michelstetten                     | | BDA-Hist.: Q38154024 Status: § 2a Stand der BDA-Liste: 2025-06-30 Name: Pfarrhof GstNr.: .54                                                                                  |
| ja   | Datei hochladen | Schulmuseum, ehem. Volksschule HERIS-ID: 13126 Objekt-ID: 9293                               | Schulberg 1 Standort KG: Michelstetten                          | Die Volksschule, ein schlichter hakenförmiger Bau, wurde 1889 erbaut und 1980 in ein Schulmuseum umgewandelt. | BDA-Hist.: Q38154044 Status: § 2a Stand der BDA-Liste: 2025-06-30 Name: Schulmuseum, ehem. Volksschule GstNr.: .70 Schulmuseum Michelstetten                                  |
| ja   | Datei hochladen | Kath. Pfarrkirche hl. Veit mit Kirchhof und Kirchhofmauer HERIS-ID: 13122 Objekt-ID: 9289    | bei Sankt-Vitus-Platz 5 Standort KG: Michelstetten              | Die spätromanische Wehrkirche besitzt einen frühgotischen Chorturm mit einem Glockengeschoß aus dem 16. Jahrhundert. Im Inneren befinden sich bedeutende Zackenstil-Fresken aus dem späten 13. Jahrhundert. Die Mauer des die Kirche umgebenden Friedhofs ist teilweise frühmittelalterlich. | BDA-Hist.: Q14912427 Status: § 2a Stand der BDA-Liste: 2025-06-30 Name: Kath. Pfarrkirche hl. Veit mit Kirchhof und Kirchhofmauer GstNr.: .63 Wehrkirche Michelstetten        |
| ja   | Datei hochladen | Ortskapelle hl. Karl Borromäus HERIS-ID: 13127 Objekt-ID: 9294                               | Dorfstraße 71 Standort KG: Olgersdorf                           | Die neugotische Kapelle wurde Ende des 19. Jahrhunderts erbaut. | BDA-Hist.: Q38154067 Status: § 2a Stand der BDA-Liste: 2025-06-30 Name: Ortskapelle hl. Karl Borromäus GstNr.: .36                                                            |
| ja   | Datei hochladen | Pestsäule HERIS-ID: 13129 Objekt-ID: 9296                                                    | Standort KG: Olgersdorf                                         | Der Tabernakelpfeiler ist mit der Jahreszahl 1713 bezeichnet. | BDA-Hist.: Q38154093 Status: § 2a Stand der BDA-Liste: 2025-06-30 Name: Pestsäule GstNr.: 1598/11                                                                             |
| ja   | Datei hochladen | Ortskapelle hl. Laurentius HERIS-ID: 13131 Objekt-ID: 9298                                   | Bachzeile 7 Standort KG: Schletz                                | Die spätbarocke Kapelle besitzt einen Chor aus dem Jahr 1768. | BDA-Hist.: Q38154148 Status: § 2a Stand der BDA-Liste: 2025-06-30 Name: Ortskapelle hl. Laurentius GstNr.: .10                                                                |